# Rat Island (Western Australia)
Rat Island är en ö i Australien. Den ligger i delstaten Western Australia, omkring 1 900 kilometer nordost om delstatshuvudstaden Perth. Arean är 0,13 kvadratkilometer.
Savannklimat råder i trakten. Genomsnittlig årsnederbörd är 1 610 millimeter. Den regnigaste månaden är januari, med i genomsnitt 464 mm nederbörd, och den torraste är augusti, med 1 mm nederbörd.